# Mohamed Khaznadji
Ne doit pas être confondu avec Mohamed Khaznadji (musicien).
Mohamed Khaznadji est un dey d'Alger ayant régné quelques jours au cours de l'année 1815 durant une période mouvementée.

## Biographie
Il fut khaznadji de son prédécesseur le dey Hadj Ali qui régna de 1809 à 1815. À la suite de l'assassinat du dey Hadj Ali, il est désigné par acclamation de la population, mais finit par être mis aux arrêts puis exécuté quelques jours plus tard. En effet durant son mandat de khaznadji puis de dey, il constate des malversations dans la milice (odjak) et tente d'agir, ce qui provoque les représailles de certains janissaires. Il n'aura régné que 16 jours.